# Chi Lan giáng hương
Aerides là một chi thực vật có hoa trong họ Lan.